# Giuseppe Maria Jacchini
Giuseppe Maria Jacchini (Bologna, 1663 - 2 mei 1727) was een Italiaanse cellist en componist. 

## Levensloop
Jacchini kreeg zijn muzikale opleiding als koorknaap bij San Petronio in Bologna. Daar studeerde hij compositie bij Giacomo  Perti en Domenico Gabrielli. Hij componeerde vooral instrumentale muziek voor de cello, het instrument wat in die tijd meer en meer het zwaardere instrument de bas verving. Hij wijdde zijn Opus 4 aan Albergati Pirro die een vurig pleidooi hield  voor Jachini omdat Pirro vond dat Jacchini een permanente positie in het orkest van de kathedraal verdiende. 
Jacchini was lid van de prestigieuze 1688 "Philharmonic Academy". Verder was hij werkzaam als dirigent van "Collegion dei Nobili" en werkte hij bij de kerk van S. Luigi. 
Zijn cello werk heeft bijgedragen aan een betere  positie van de cello als solo-instrument. Als cellist speelde hij regelmatig in theaters. Hij componeerde ook voor speciale gelegenheden concerten voor de trompet in de stijl van de werken van zijn leraar Perti, Giuseppe Torelli en Petronio Franceschini. 

## Werken
- 12 "Sonata een Violino e ea cello solo cello door de camera" Op.1 (Bologna 1692)
- 12 "Sonata per camera een violini e cello" Op.2 (Bologna 1695)
- Sonate voor trompet en strijkers (Bologna, 1695)
- Trattenimenti per camera, voor trompet en strijkers (Bologna, 1703)

- Biblioteca Nacional de España: XX1769713
- Bibliothèque nationale de France: cb138955085 (data)
- Gemeinsame Normdatei: 124156312
- International Standard Name Identifier: 0000 0000 8125 5742
- Library of Congress Control Number: n80035820
- MusicBrainz: eeed1bf0-344d-4c6e-a6e1-2bbb48c6dae0
- Nationale Bibliotheek van Israël: 987007376848105171
- Nederlandse Thesaurus van Auteursnamen: 072301848
- Système universitaire de documentation: 084288787
- Virtual International Authority File: 46946764
- WorldCat: E39PBJtMqKWxx8TM6wt73jgdwC